# Olivier Scheen
Olivier Scheen (Verviers, 17 settembre 1987) è un pilota motociclistico belga ritiratosi dall'attività agonistica.

## Carriera
Debutta nelle competizioni Supermotard nel 2003 nel Campionato Belga. Nel 2007 debutta nel Campionato Europeo Supermoto S3 dove corre per il Team Suzuki Rigo Racing fino al 2009, raggiungendo il secondo posto nell'edizione del 2008, per poi ritirarsi dalle gare di Supermoto ad alto livello. Nelle annate successive si dedica saltuariamente a gare di Rally Raid come la Marocco desert Challenge.

## Palmarès
- 2003: 2º posto Campionato Belga Supermoto classe 50cc
- 2003: Vincitore Spa Biker Challenge Supermoto Junior
- 2004: 3º posto Campionato Belga Supermoto classe 125cc
- 2005: 6º posto Campionato Olandese Supermoto classe 450cc
- 2005: 11º posto Campionato Belga Supermoto classe 450cc
- 2005: 3º posto Spa Biker Challenge Supermoto
- 2005: Semifinalista Superbikers di Mettet
- 2006: 16º posto Campionato Belga Supermoto classe 450cc - infortunio
- 2006: Semifinalista Superbikers di Mettet
- 2006: Finalista Supermoto Masters di Bilstain
- 2007: 10º posto Campionato Italiano Supermoto Junior (4 gare su 6) (su Suzuki)
- 2007: 17º posto Campionato Belga Supermoto classe 450cc (4 gare su 13) (su Suzuki)
- 2007: 5º posto Campionato Europeo Supermoto S3 (su Suzuki)
- 2007: 12º posto generale Supermoto delle Nazioni (Team Belgium Junior) (su Suzuki)
- 2008: 2º posto Campionato Europeo Supermoto S3 (su Suzuki)
- 2008: 5º posto Campionato Belga Supermoto classe 450cc (9 gare su 16) (su Suzuki)
- 2009: 24º posto Campionato Europeo Supermoto classe Open (2 gare su 7) (su Suzuki)
- 2009: 17º posto Campionato Belga Supermoto classe Prestige (3 gare su 6) (su Suzuki)